# Cyclisierung
Als Cyclisierung oder Zyklisierung (auch Ringschluss) wird bei chemischen Synthesen die Bildung einer zyklischen, also ringförmigen Verbindung aus ungesättigten Edukten bezeichnet. Die Reaktion kann intra- oder intermolekular unter Bildung von reinen, gesättigten oder ungesättigten, Kohlenstoffringen oder Heterocyclen ablaufen. 
Wird an einem bestehenden Ring oder Ringsystem ein weiterer Ring aufgebaut, spricht man von Anellierung. Die Cyclisierung führt zu Ringen, die zwischen drei und etwa sechzehn Gliedern aufweisen. Eine Cyclisierung kann photochemisch, thermisch oder katalytisch, besonders durch Übergangsmetallkatalyse, initiiert werden.

## Intramolekularer Ringschluss
Der intramolekulare Ringschluss kann dabei als elektrocyclische Ringschlussreaktion ablaufen oder durch Kondensationsreaktionen bewirkt werden. Die Ringschlussmetathese ist ein weiteres Verfahren zur Synthese cyclischer Verbindungen.   Beispiel für einen elektrocyclischen Ringschluss ist die Isomerisierung von 1,3-Butadien zu Cyclobuten, für einen Ringschluss unter Kondensationsbedingungen die Dieckmann-Kondensation.
Ob ein intramolekularer Ringschluss leicht oder schwer erreichbar ist, hängt nicht zuletzt von der Größe der gebildeten Ringsysteme ab. So sind Ringe mit 5–6 Ringgliedern besonders leicht zugänglich, da in diesen Systemen die geringste Ringspannung herrscht.

## Cyclodi- und oligomerisierung
Durch metallorganische Komplexkatalyse lässt sich 1,3-Butadien zu 1,5-Cyclooctadien cyclodimeriseren. Auch eine Cyclotrimerisierung zum 1,5,9-Cyclododecatrien ist möglich. Cyclisieren vier Moleküle spricht man von Cyclotetramisierung, bei mehr als vier Molekülen spricht man von Cyclooligomerisierung.
Auch die Synthese von Heterocyclen ist durch metallorganische Komplexkatalyse möglich. So kann Benzonitril mittels Eisencarbonylkomplexen zu Triphenyl-substituierten Triazin cyclisiert werden.
Intermolekulare Ringschlüsse können als Cycloadditionen oder als Cyclokondensationen ablaufen. Eine der bekanntesten Cycloadditionen ist die Diels-Alder-Reaktion, während die Knorrsche Pyrrol-Synthese Beispiel für eine Cyclokondensation ist.

## [n+m]-Cyclisierungen
Zu den [n+m]-Cyclisierungen gehören die Diels-Alder-Reaktionen. Dies sind [4+2]-Cycloadditionen, bei denen zwei verschiedene Edukte, etwa 2,4-Hexadien mit Maleinsäuredimethylester, 4 bzw. 2 π-Elektronen für die Cyclisierung zum Cyclohexenderivat zur Verfügung stellen.
Die Paternò-Büchi-Reaktion ist eine nach Emanuele Paternò und George Hermann Büchi benannte photochemische [2+2]-Cycloaddition zur Bildung von viergliedrigen Oxetan-Ringen aus einer Carbonyl-Komponente (Aldehyd oder Keton) und einem Alken.

## 1,n-Dipolare Cycloadditionen
1,3-dipolare Moleküle wie Ozon, Azide, Diazoalkane, Nitriloxide, Nitrilimine, Nitrone können an ungesättigte Verbindungen wie Alkene oder Alkine unter Ringschluss addieren. Durch intramolekulare 1,4-dipolare Cycloaddition von alkenylsubstituierten 3,6-Dihydro-6-oxo-1-pyrimidinium-4-olaten gelangt man zu Heterotricyclen.

## Cyclisierung von Peptiden und Proteinen
Durch den Ringschluss werden die offenen Enden der Aminosäureketten (Peptide und Proteine) abgesättigt, wodurch diese eine höhere Stabilität bekommen. Dabei werden die Enden gewöhnlich nicht direkt, sondern über eine kurze Kette aus geeignet gewählten Aminosäuren verknüpft. Die physiologische Aktivität des Moleküls kann so in etwa erhalten werden, während die Stabilität vergrößert wird.